# Manoir de Morgan
Le manoir de Morgan est situé à Taupont en France.

## Localisation
Le manoir est situé sur le territoire de la commune de Taupont, au lieu-dit Morgan, dans le département du Morbihan en région Bretagne.

## Description
Le manoir date du XVIe siècle, édifice à un étage carré, de plan allongé ; cinq pièces disposées en enfilade communiquant par des portes ouvertes dans les murs de refend. Toiture à longs pans recouverte d'ardoises , pignon couvert, noue. Distribution par deux escaliers en bois ; escalier principal hors œuvre en façade antérieure, tournant à retours sans jour ; le vestibule près de la cage d'escalier et communiquant avec elle, dessert les trois pièces de gauche ; autre escalier dans la quatrième pièce à partir de la gauche ; distribution identique à l'étage. Au sommet de la tour de l'escalier principal, petite pièce avec cheminée à laquelle on accède par un escalier à vis.

## Historique
Le manoir est inscrit à l'inventaire général du patrimoine culturel.